# (209) Dido
(209) Dido és un asteroide que forma part del cinturó d'asteroides i va ser descobert per Christian Heinrich Friedrich Peters el 22 d'octubre de 1879 des de l'observatori Litchfield de Clinton, Estats Units. Està anomenat així per Dido, la llegendària reina de Cartago.
Dido està situat a una distància mitjana de 3,146 ua del Sol, podent allunyar-se fins a 3,335 ua. Té una inclinació orbital de 7,169° i una excentricitat de 0,05998. Triga 2038 dies a completar una òrbita al voltant del Sol.